# Wehrpflicht in Österreich
In Österreich gilt als einem von wenigen Staaten der Europäischen Union die allgemeine Wehrpflicht für alle männlichen Staatsbürger mit wenigen Unterbrechungen seit dem Jahr 1866 bis heute. Die Pflicht zur Stellung, umgangssprachlich auch Musterung genannt, ist Teil der Wehrpflicht und betrifft männliche Staatsbürger zwischen 17 und 50 Jahren. Bei Feststellung ihrer Tauglichkeit müssen sie einen sechsmonatigen Wehrdienst leisten oder einen Wehrersatzdienst, beispielsweise in Form eines Zivildienstes für die Dauer von neun Monaten.

## Aktuelle Situation
Das Wehrsystem sieht vor, dass jeder taugliche männliche österreichische Staatsbürger im Alter von 17 bis 50 Jahren wehrpflichtig ist. Bei Offizieren, Unteroffizieren und Spezialisten (Ärzte, Ingenieure, Chemiker, Waffenexperten, Dolmetscher etc.) ist dies bis zum Ablauf des Jahres ihres 65. Geburtstages der Fall. Personen über 27 Jahren werden nur einberufen, sobald die Sicherheitslage es absolut notwendig macht. Sollten Männer allerdings aus ethischen Gründen den Zivildienst absolvieren, ist es wie in  § 1 Abs. 5 ZDG geschrieben, untersagt jene Männer im Falle eines Krieges einzuziehen.
Frauen können freiwillig Dienst im Bundesheer leisten (Art. 9a Abs3 B-VG). Transmänner, die ihren Geschlechtseintrag auf männlich ändern, können laut einer parlamentarischen Anfrage von 2021 ebenso zum Wehrdienst eingezogen werden, sobald sie für tauglich befunden wurden.

### Wehrersatzdienste

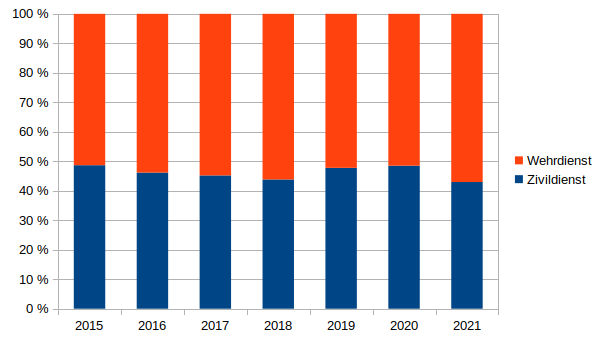
Entscheidung für Zivil- oder Wehrdienst unter tauglichen Männern in Österreich von 2015 bis 2021

Männliche Staatsbürger, die aus Gewissensgründen die Erfüllung der Wehrpflicht verweigern, müssen einen Ersatzdienst leisten (Zivildienst). Für Zivildienstleistende, die Berufe, die das Führen einer Waffe erfordern, ergreifen wollen, kann eine nachträgliche militärische Ausbildung angeordnet werden (§ 6b Abs5 Zivildienstgesetz).
Der im Jahr 1975 eingeführte Zivildienst ist die am häufigsten gewählte Form des Wehrersatzdienstes und umfasst in der Regel Tätigkeiten im sozialen Umfeld, wie etwa im Rettungswesen, in der Sozial- und Behindertenhilfe, in der Altenbetreuung, in Krankenhäusern, bei der Feuerwehr, in der Landwirtschaft oder im Straßenverkehr als Schulwegpolizisten. Der ordentliche Zivildienst dauert neun Monate, mehr als 45 % der tauglichen Männer eines Jahrganges (seit 2020) leisten ihren Pflichtdienst als Wehrersatzdienst ab.
Seit 1992 besteht die Möglichkeit, den Wehrersatzdienst als Gedenkdienst im Ausland zu absolvieren. Im November 1997 wurde eine gesetzliche Neuregelung des Auslandsdienstes beschlossen, die ab diesem Zeitpunkt auch Sozial- und Friedensdienste außerhalb von Österreich ermöglicht. Es gibt drei Möglichkeiten der Ableistung:
- Friedensdienst[7]
- Gedenkdienst[8]
- Sozialdienst[9]

Das Freiwillige Umweltjahr (FUJ) kann seit dem Jahr 2013 bei einer Mindestdauer von zehn Monaten als Wehrersatzdienst absolviert werden. Das Freiwillige Sozialjahr (FSJ) kann seit dem Jahr 2016 zu den Konditionen des FSJ als Wehrersatzdienst geleistet werden. Ein Dienst im Bereich der Entwicklungshilfe kann nach einer Mindestdauer von 2 Jahren als Wehrersatzdienst anerkannt werden.
Der Europäische Freiwilligendienst wurde kurzzeitig bis Herbst 2018 als Wehrersatzdienst anerkannt. Nach einer Umbenennung des Programms seitens der Europäischen Kommission in Europäisches Solidaritätskorps ist dies aufgrund einer fehlenden Gesetzesänderung nicht mehr möglich. Die Bundesjugendvertretung kritisierte dies in einem offenen Brief im Jahr 2019.

## Geschichte der Wehrpflicht

### Kaisertum Österreich und Österreich-Ungarn (bis 1918)

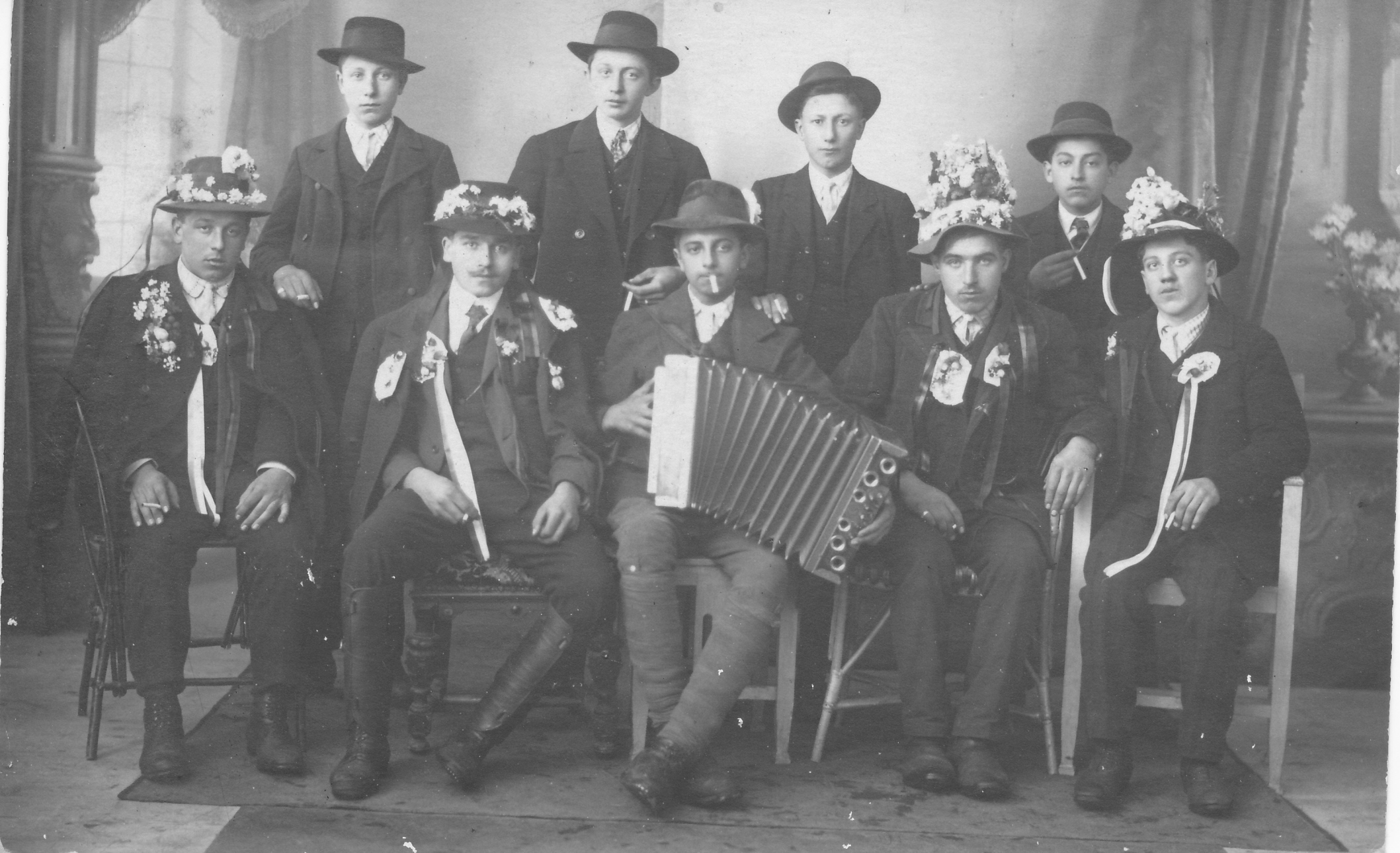
Junge Männer bei der Musterung in Fürstenfeld 1912

Während Frankreich im Rahmen der Französischen Revolution bereits am Ende des 18. Jahrhunderts die Wehrpflicht einführte, war dies im Kaisertum Österreich erst im Jahr 1866 vor dem sogenannten Ausgleich und der Umwandlung zu Österreich-Ungarn die allgemeine Wehrpflicht eingeführt. Die Einführung der Wehrpflicht war eine Reaktion auf die Schlacht bei Königgrätz, in der das Kaisertum Österreich eine Niederlage gegen die preußische Armee erlitt. Die österreichische Monarchie war zunächst gegen die Einführung einer Wehrpflicht, weil die Bewaffnung der multiethnischen Bevölkerung zu Aufständen gegenüber der Obrigkeit hätte führen können.
Ab 1866 bestanden mehrere unterschiedlich organisierte Streitkräfte, die Gemeinsame Armee, die bis 1889 die vorangestellte Bezeichnung k.k. verwendete, ab 1889 dann das seit 1867 verfassungsrechtlich entsprechende k.u.k., die ab 1868 aufgestellte kaiserlich-königliche Landwehr der österreichischen Reichshälfte, die königlich ungarischen Landwehr und der letzteren angegliederten kroatisch-slawonischen Landwehr der ungarischen Reichshälfte sowie im Kriegsfalle noch aus dem k.k. und k.u. Landsturm. Gemeinsam mit der k.u.k. Kriegsmarine bildeten sie die Bewaffnete Macht der Doppelmonarchie.
Die Dauer der Dienstpflicht im stehenden Heer betrug 12 Jahre und zwar:
- 3 Jahre in der Linie (aktiv)
- 7 Jahre in der Reserve
- 2 Jahre in der Landwehr

Ein Teil der wehrfähigen Mannschaften wurde der Ersatzreserve zugewiesen. Diese übten einmalig nur mehrere Wochen und verblieben zehn Jahre in der Ersatzreserve der Landwehr.
Einjährig-freiwilliger Dienst war sowohl im Heer (resp. der Kriegsmarine) als auch in der Landwehr gestattet.
Die allgemeine Dienstpflicht begann mit dem 21. Lebensjahr. Landsturmpflichtig waren alle Personen vom 19. bis zum 42. Lebensjahr, sofern sie nicht dem Heer, der Landwehr und der Ersatzreserve angehörten.

### Zwischen 1918 und 1945
Nach dem Ende des Ersten Weltkriegs ging aus den deutschsprachigen Gebieten der Österreich-Ungarischen Monarchie die Republik Deutschösterreich hervor, in welcher Anfang November 1918 – die „Vorläufigen Richtlinien für die Aufstellung der Volkswehr“ herausgegeben wurden. Am 6. Februar 1919 beschloss die Provisorische Nationalversammlung „Deutsch-Österreichs“ auf der Grundlage des lange diskutierten Entwurfes vom 12. November 1918 ein provisorisches Wehrgesetz, das die allgemeine Wehrpflicht in der „Volkswehr“ vom 18. bis zum 41. Lebensjahr vorsah.
Durch den Friedensvertrag von Saint-Germain war das provisorische Wehrgesetz obsolet geworden und die Volkswehr musste zu einem Berufsheer, dem „Bundesheer“ umgewandelt werden. Der Teil V des Vertrages enthielt die „Bestimmungen über Land-, See- und Luftstreitkräfte“. Darin wurden schwere Waffen und die Unterhaltung von Luftstreitkräften, die allgemeine Wehrpflicht sowie die Bildung eines Generalstabes verboten, die Truppenstärke auf maximal 30.000 Mann (davon maximal 1.500 Offiziere und 2.000 Unteroffiziere) festgesetzt, und zahlreiche Einzelheiten, wie etwa die Dauer der Dienstzeit, festgelegt.
Die autoritäre Regierung des Ständestaates, die offizielle Bezeichnung war Bundesstaat Österreich, führte am 1. April 1936 entgegen der Bestimmungen des Friedensvertrages von Saint-Germain wieder die allgemeine Wehrpflicht unter der Bezeichnung Bundesdienstpflicht für Männer ein.
Nach dem sogenannten „Anschluss“ Österreichs an den NS-Staat 1938 wurden die Truppenteile des Bundesheeres in die Wehrmacht integriert, wo sie insbesondere die Gebirgstruppen verstärkten. Es galt weiterhin die Wehrpflicht.

### Einführung der Wehrpflicht in der Zweiten Republik (1955)
Nach dem Ende des Zweiten Weltkriegs und dem Ende der Besatzung Österreichs durch die Alliierten im Jahr 1955 wurde der Aufbau eigener Streitkräfte erlaubt. Bereits 1952 wurde trotz Verbots die Vorläuferorganisation des Bundesheeres, die B-Gendarmerie, ähnlich dem Bundesgrenzschutz in Deutschland, aufgestellt. Am 7. September 1955 wurde das Wehrgesetz verabschiedet, welche die Einführung einer allgemeinen Wehrpflicht für Männer vorsieht. Bis dahin gab es die sogenannten weißen Jahrgänge, also bestimmte Geburtenjahrgänge, die vor der Einführung der Wehrpflicht keinen Wehrdienst geleistet haben. In Österreich war der 1. Einrückungstermin im Jahr 1956 für den Jahrgang 1937 vorgeschrieben, die Dienstdauer beträgt neun Monate inklusive 2 Wochen Urlaub.

### Reformen
Am 1. August 1971 wurde die Dienstdauer offiziell auf sechs Monate verkürzt, allerdings mussten noch zwei Monate Truppenübungen dazugezählt werden, weshalb die tatsächliche Verkürzung nur einen Monat betrug.
Seit 1. Jänner 1975 können Wehrdienstverweigerer den verpflichtenden Wehrdienst aus Gewissensgründen verweigern. Die Wehrpflicht wird durch Ableistung eines Wehrersatzdienstes erfüllt. Zwischen 1975 und 1991 mussten Wehrdienstverweigerer ihre Gewissensvorbehalte vor einer Kommission glaubwürdig begründen (als Gewissensprüfung bezeichnet). Wurden diese Gewissensgründe anerkannt, war die Dauer des Ersatzdienstes mit der Dauer des militärischen Pflichtdienstes identisch. Seit der Novelle des Zivildienstgesetzes im Jahr 1991 ist eine formelle Erklärung ausreichend, seither ist die Dauer des Ersatzdienstes länger als der militärische Pflichtdienst.
Seit 1. Jänner 2006 dauert der verpflichtende Grundwehrdienst nur noch sechs Monate, Truppenübungen bei der Miliz müssen nur noch von Männern, welche über den Grundwehrdienst hinaus, länger beim Bundesheer bleiben abgeleistet werden, dies betrifft beispielsweise Männer die den einjährigen Ausbildungsdienst leisten, oder ehemalige Chargen, Unteroffiziere und Offiziere, welche den aktiven Dienst beim Bundesheer gekündigt haben. Im Rahmen des (verpflichtenden) Grundwehrdienstes gibt es keine Milizübungen mehr.
Im Jahr 2021 wurde von Verteidigungsministerin Klaudia Tanner die sogenannte Teiltauglichkeit eingeführt, vor allem um mehr Wehrpflichtige in die Zivildienststellen zu bringen. Standen im Jahr 2006 noch rund 31.000 taugliche Wehrpflichtige dem Bundesheer zur Verfügung, waren es im Jahr 2020 nur noch ca. 16.000 taugliche Männer. Trotz Bevölkerungswachstums ist dies einerseits darauf zurückzuführen, dass weniger Staatsbürger geboren wurden, und andererseits, dass häufiger körperliche und psychische Erkrankungen diagnostiziert werden, außerdem entscheiden sich statistisch insbesondere in Wien immer mehr Wehrpflichtige für den Zivildienst, welcher ursprünglich eher Ausnahme denn Regel war. Statt der erwarteten 2.000 zusätzlichen Wehrpflichtigen wurden im Jahr 2021 nur 627 und im Jahr 2022 nur 568 Männer eingezogen.

## Diskussionen zur Wehrpflicht

### Volksbefragung zur Wehrpflicht in Österreich (2013)

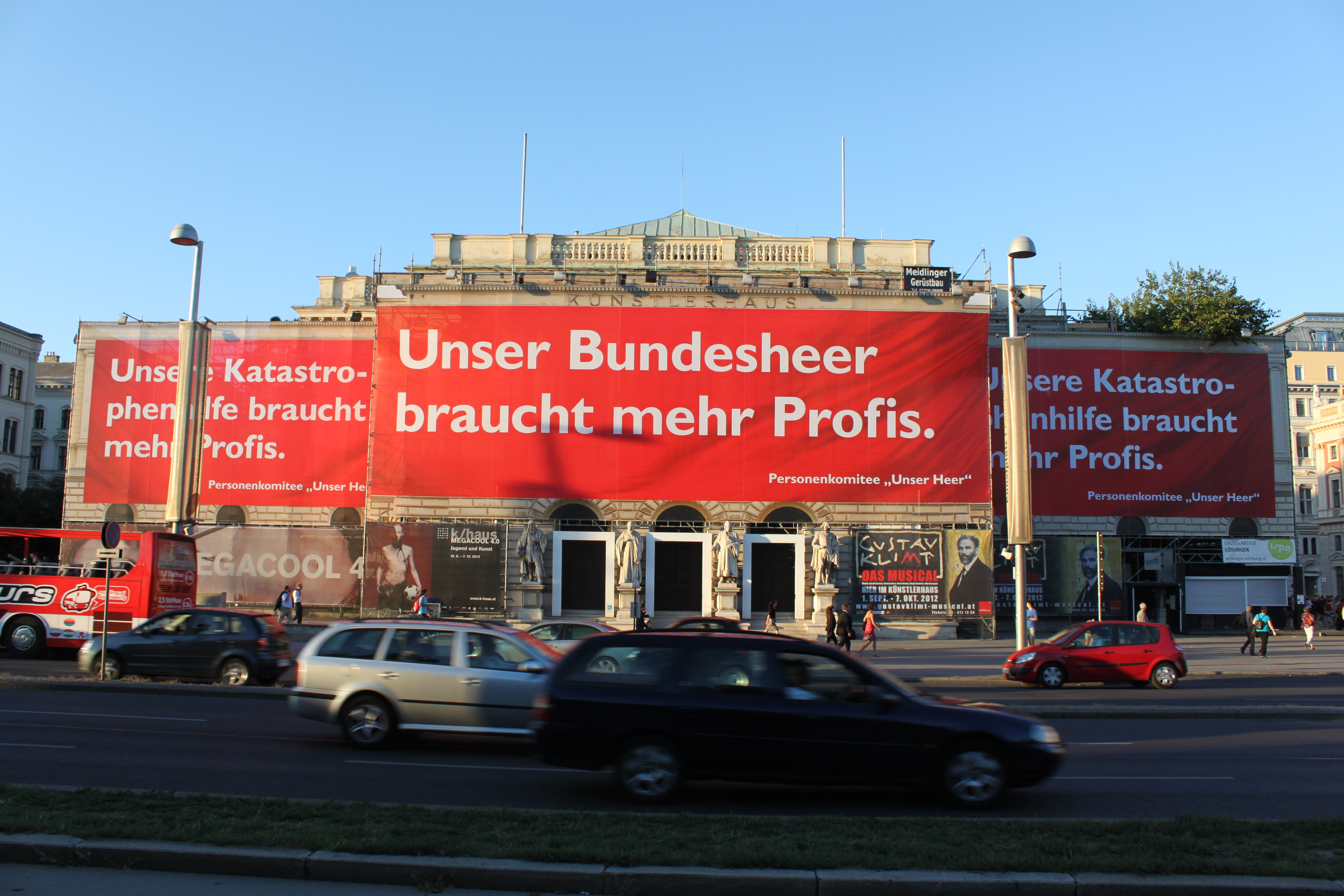
Spruch am Künstlerhaus in Wien des Personenkomitees Unser Heer (Sep. 2012)

Aufgrund des internationalen Trends zur Abschaffung der Wehrpflicht, speziell auch die zu diesem Zeitpunkt stattfindende Diskussion über die Aussetzung der Wehrpflicht in Deutschland, stellte Wiens Bürgermeister Michael Häupl (SPÖ) die Wehrpflicht im Zuge des Wiener Wahlkampfs im Oktober 2010 in Frage und forderte diesbezüglich eine Volksbefragung. Damit wurde die bisherige Parteilinie für die Wehrpflicht, die Minister Darabos noch wenige Tage zuvor als „in Stein gemeißelt“ bezeichnete, aus wahltaktischen Gründen um 180 Grad gedreht.
Im August 2012 gab ÖVP-Chef Michael Spindelegger bekannt, dass sich die ÖVP entgegen ihrer früheren Linie mit der SPÖ auf eine Volksbefragung zur Frage der Wehrpflicht geeinigt habe.
Dabei sollen sich die Abstimmenden zwischen den von der SPÖ („Sind Sie für die Einführung eines Berufsheeres und eines bezahlten freiwilligen Sozialjahres?“) bzw. ÖVP („Sind Sie für die Beibehaltung der allgemeinen Wehrpflicht und des Zivildienstes?“) propagierten Modellen entscheiden.
Die Volksbefragung konnte eine klare Entscheidung herbeiführen, mit Ausnahme der Bundeshauptstadt Wien votierten alle Bundesländer mehrheitlich für die Beibehaltung der Wehrpflicht. Nach dem amtlichen Endergebnis stimmten 59,7 % für die Beibehaltung der Wehrpflicht und des Zivildienst und 40,3 % für ein Berufsheer.

### Öffentliche Meinung
Die Bundesjugendvertretung als Interessensvertretung von Kindern und Jugendlichen fordert seit der Beendigung der Volksbefragung im Februar 2013 in einem Positionspapier die volle Gleichstellung von Zivil- und Wehrdienst.
Bei einer vom Österreichischen Gallup-Institut durchgeführten Umfrage sprachen sich im April 2023 65 % der Befragten für eine Beibehaltung der Wehrpflicht aus, während sich 27 % für die Abschaffung der Wehrpflicht und die Einführungs eines Berufsheers aussprachen. In einer zum gleichen Zeitraum durchgeführten Umfrage sprachen sich 31 % der Befragten für eine Einführung der Wehrpflicht für Frauen aus, 62 % waren dagegen.